# Gnopharmia cataleucaria
Gnopharmia cataleucaria är en fjärilsart som beskrevs av Otto Staudinger 1901. Gnopharmia cataleucaria ingår i släktet Gnopharmia och familjen mätare. Inga underarter finns listade i Catalogue of Life.